# Butch Martin
Floyd Martin, detto Butch (Floradale, 26 giugno 1929 – 9 giugno 2023), è stato un hockeista su ghiaccio canadese.

## Palmarès

### Olimpiadi invernali
- 2 medaglie:
  - 1 argento (Squaw Valley 1960)
  - 1 bronzo (Cortina d'Ampezzo 1956)